# ハイチュウ
ハイチュウ (HI-CHEW) は、森永製菓が製造・販売・発売しているチューイングソフトキャンディ。

## 歴史
1956年発売の森永チューレットの後継の商品として開発。
1975年発売開始、当初は箱入りでの販売だった。1984年のグリコ・森永事件で一時販売を中止、1986年2月に現在のスティックタイプの新製品として再投入された。

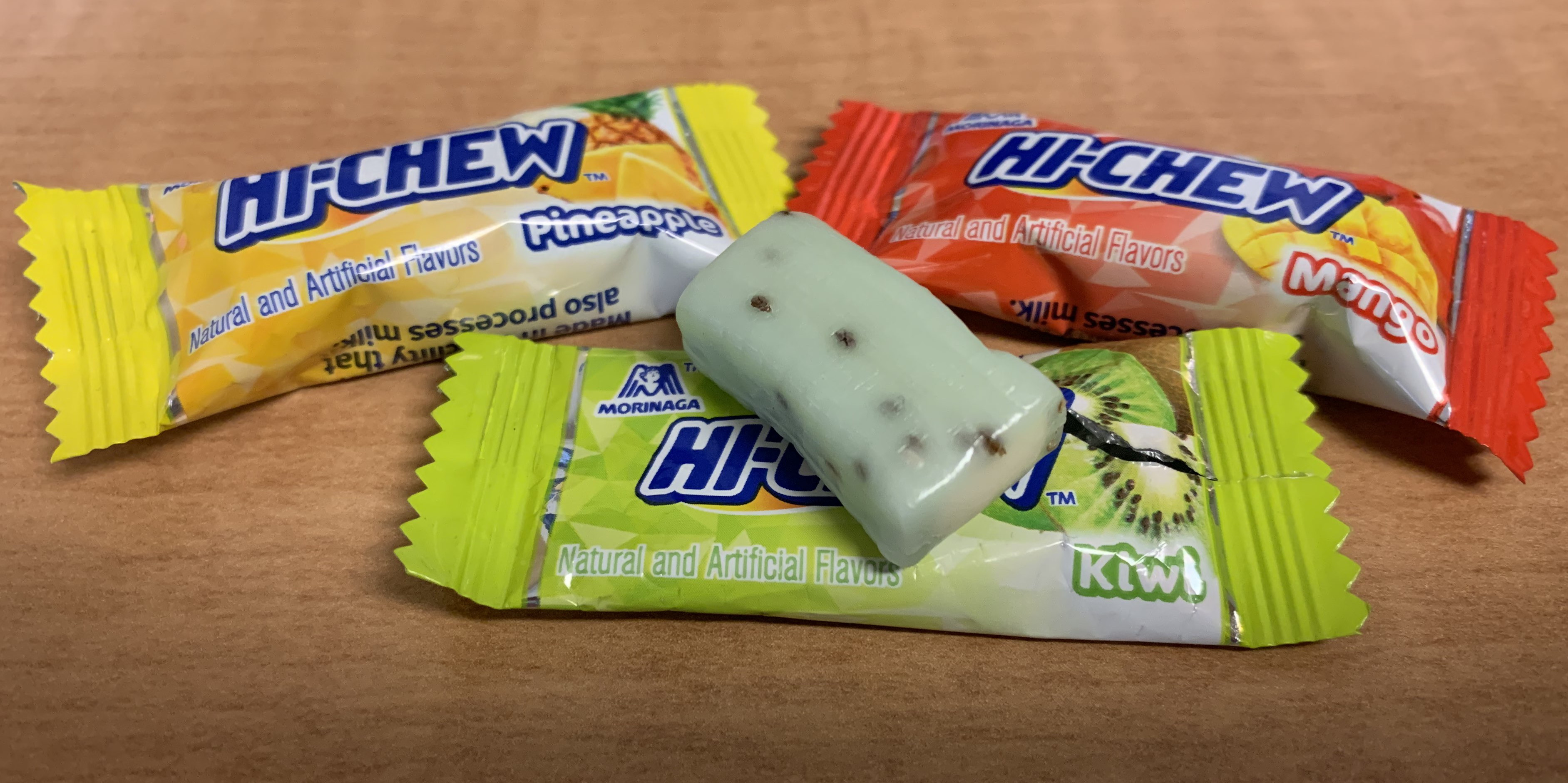
英語圏販HI-CHEW

今までに数々のフルーツ味の製品を販売し、現在では各スーパーマーケット、コンビニエンスストア、キヨスクで見かける定番商品になっている。英語圏などでは「HI-CHEW」の名称で売られている。
「ハイチュウ」という商品名の由来は「森永チューレットをハイグレードにしたもの」である。
2000年代には、通常のミニサイズであるハイチュウキッズやハイチュウアイスなどが発表された。
2022年時点で通算211種類が発売され、世界20か国以上に流通している。
2022年7月にグリーンアップル味の生産終了が発表された。
2024年2月、グローバルブランドにするために日本販売分ではカタカナ表記となっているロゴを同月中旬生産分以降から英語表記に変更することを発表した。

## 商品化された主な味

### スタンダード

#### 全国販売
| 味                         | 現在 (2022年) | 初登場             | 最終発売   | 備考                                                                                             |
| -------------------------- | ------------- | ------------------ | ---------- | ------------------------------------------------------------------------------------------------ |
| 青いみかん                 | -             | 2003年10月         | -          | -                                                                                                |
| 青リンゴ                   | ○             | 2005年 - 2006年(?) | -          | 期間限定発売。2022年リニューアル再販。                                                           |
| アセロラ                   | -             | 2015年             | -          | -                                                                                                |
| アップル                   | -             | 1977年             | -          |                                                                                                  |
| アプリコット               | -             | 1996年             | -          | 2015年リニューアル再版。                                                                         |
| アメリカンチェリー         | -             | 2006年02月         | -          | 2009年にワールドフルーツシリーズ第2弾として再販。                                                |
| アロエヨーグルト           | -             | 1999年             | -          | -                                                                                                |
| 石垣島産パイン             | -             | 2018年             | -          | -                                                                                                |
| いちご                     | -             | 2021年             | -          | -                                                                                                |
| いちご大福                 | -             | 2009年             | -          | -                                                                                                |
| いちごのショートケーキ     | -             | 2012年             | -          | -                                                                                                |
| 苺のチーズケーキ           | -             | 2008年12月         | -          | -                                                                                                |
| 苺ヨーグルト               | -             | 2007年01月         | 2007年01月 | 期間限定。九州限定品と同じ、とよのか苺を使用。                                                   |
| 伊予柑                     | -             | 1999年             | -          | -                                                                                                |
| 梅                         | -             | 1998年             | -          | 期間限定で2000年10月、2006年3月にも発売されたが流通量は少ない。2009年1月には合格梅味として再販。 |
| 愛媛県産せとか             | -             | 2018年             | -          | -                                                                                                |
| 愛媛みかん                 | -             | 2013年             | -          | -                                                                                                |
| おいしいヨーグルト         |               | 2005年04月         | -          | -                                                                                                |
| 黄金の桃                   | -             | 2019年             | -          | -                                                                                                |
| 岡山県産清水白桃           | -             | 2017年             | -          | -                                                                                                |
| オレンジ                   | -             | 1979年             | 2004年06月 | -                                                                                                |
| 甲斐路ぶどう               | -             | 2004年10月         | 2005年02月 | -                                                                                                |
| カシス                     | -             | 1997年11月         | -          | -                                                                                                |
| カムカム                   | -             | 2009年5月          | -          | ワールドフルーツシリーズ第2弾                                                                    |
| 完熟みかん                 | -             | 2003年11月         | -          | 最初は1998年にアソートで発売。                                                                   |
| 完熟マンゴー               | -             | 2010年             | -          | -                                                                                                |
| 完熟メロン                 | -             | 2014年5月13日      | -          | 期間限定販売。外側が風味豊かな完熟メロン、内側が爽やかな完熟メロン。                             |
| 変わるハイチュウ           | ○             | 2022年             | -          | -                                                                                                |
| キウイ                     | -             | 2003年07月         | -          | 2019年に再販。                                                                                   |
| クランベリー＆ブルーベリー | -             | 2014年             | -          | -                                                                                                |
| グリーンアップル           | -             | 1982年             | 2022年07月 | 12粒スティックは2022年07月をもって生産終了。以降はアソートで継続。                               |
| グレープ                   | ○             | 1992年             | -          | -                                                                                                |
| グレープフルーツ           | -             | 1986年             | 2006年??月 | 再販は西日本地区のみ。                                                                           |
| 国産すいか                 | -             | 2018年             | -          | -                                                                                                |
| こたつでみかん             | -             | 2014年             | -          |                                                                                                  |
| ゴールデンマンゴー         | -             | 2008年             | -          | -                                                                                                |
| ゴールドアップル           | -             | 2008年             | -          | -                                                                                                |
| ゴールドキウイ             | -             | 2008年             | -          | -                                                                                                |
| さくらんぼ                 | -             | 2003年02月         | -          | 東北限定のものとは異なる。                                                                       |
| サワープラム               | -             | 1995年             | -          | -                                                                                                |
| 静岡クラウンメロン         | -             | 2017年             | -          | -                                                                                                |
| シトラス                   | -             | 1998年             | -          |                                                                                                  |
| すいか                     | -             | 2004年07月         | -          | -                                                                                                |
| すっぱい梅                 | -             | 2013年             | -          | 2014年リニューアル再販。                                                                         |
| すっぱいレモン             | -             | 2013年             | -          | -                                                                                                |
| スーパーレモン             | -             | 1994年             | -          | -                                                                                                |
| ストロベリー               | ○             | 1975年             | -          | 発売品第一号。                                                                                   |
| ストロベリーヨーグルト     | -             | 1995年             | -          |                                                                                                  |
| つぶつぶオレンジ           | -             | 2002年07月         | -          | -                                                                                                |
| 露茜梅＆レモン             | -             | 2020年             | -          | -                                                                                                |
| デコポン                   | -             | 2005年10月         | 2006年02月 | 全国発売終了後に、九州限定で復活。                                                               |
| デザートライチ             | -             | 1996年             | -          |                                                                                                  |
| ドラゴンフルーツ           | -             | 2009年3月          | -          | ワールドフルーツシリーズ第1弾                                                                    |
| ドリアン                   | -             | 2009年8月          | -          | ワールドフルーツシリーズ第3弾                                                                    |
| とろとろピーチ             | -             | 2010年             | -          | -                                                                                                |
| トロピカルジュース         | -             | 2000年             | -          | -                                                                                                |
| トロピカルミックス         | -             | 2014年             | -          | -                                                                                                |
| ドーナツピーチ＆太陽すもも | -             | 2020年             | -          | -                                                                                                |
| 梨                         | -             | 2001年07月         | -          | -                                                                                                |
| パイン                     | -             | 2021年             | -          | -                                                                                                |
| パイン＆オレンジ           | -             | 2020年             | -          | -                                                                                                |
| パインヨーグルト           | -             | 1993年             | -          | -                                                                                                |
| 白桃                       | -             | 2009年8月          | -          | ワールドフルーツシリーズ第3弾                                                                    |
| はちみつきんかん           | -             | 2015年             | -          | -                                                                                                |
| はっさく                   | -             | 2001年11月         | -          | -                                                                                                |
| パッションフルーツ         | -             | 2005年07月         | -          | -                                                                                                |
| バナナ                     | -             | 2007年8月          | -          | 期間限定発売。通常サイズでは2007年8月初登場。2019年に再販。                                      |
| バレンシアオレンジ         | -             | 2007年03月         | -          | 期間限定。                                                                                       |
| ピンクグレープフルーツ     | -             | 2002年03月         | -          | 2014年リニューアル再販。                                                                         |
| ピーチ                     | -             | 1990年             | -          | -                                                                                                |
| ピーチ&オレンジ            | -             | 2005年             | -          | -                                                                                                |
| ブラッドオレンジ           | -             | 2002年11月         | -          | 2009年にワールドフルーツシリーズ第1弾として再登場。                                              |
| 富良野メロン               | -             | 2008年7月          | -          | 2011年5月に「ふらのメロン」としてリニューアル再販。                                              |
| フルーツミックス           | -             | 1996年             | -          |                                                                                                  |
| ブルーベリー               | -             | 2001年03月         | 2006年10月 | 2006年7月4日に期間限定で復活。                                                                   |
| フレッシュミント           | -             | 1992年             | -          |                                                                                                  |
| 北海道メロン               | -             | 2009年             | -          | 北海道フェアを実施している店舗にて販売。夕張メロンとは異なる。                                   |
| ポンジュース               | -             | 2009年10月         | -          |                                                                                                  |
| マスカット                 | ○             | 1998年             | -          | 2006年7月4日に西日本地区のみ復活。2022年リニューアル再販。                                       |
| 真っ赤なリンゴ             | -             | 2010年             | -          |                                                                                                  |
| マンゴー                   | -             | 2000年             | -          | 2005年07月に再版。2012年2月より沖縄限定で発売。2016年リニューアル再販。                          |
| みかん                     | -             | 2021年             | -          | -                                                                                                |
| ミカンジャニ∞              | -             | 2011年11月         | -          | CMキャラクターの関ジャニ∞監修。和歌山県産みかん果汁使用。                                        |
| 蜜入りりんご               | -             | 2001年11月         | -          | 2006年10月10日に期間限定で復活。                                                                 |
| 宮崎県産日向夏             | -             | 2017年             | -          | -                                                                                                |
| 森永れん乳いちご           | -             | 2010年             | -          | -                                                                                                |
| 桃                         | -             | 2015年             | -          | -                                                                                                |
| 桃太郎ぶどう               | -             | 2019年             | -          | -                                                                                                |
| 桃太郎ぶどう＆とよみつ姫   | -             | 2020年             | -          | -                                                                                                |
| 山形県産柿                 | -             | 2018年             | -          | -                                                                                                |
| 山形県産ラ・フランス       | -             | 2017年             | -          | -                                                                                                |
| 山梨のもも                 | -             | 2011年             | -          | -                                                                                                |
| 夕張メロン                 | -             | 1994年             | -          | 後に北海道限定。                                                                                 |
| ゆず                       | -             | 2006年12月         | -          | 冬期限定。徳島県産のゆずを使用。                                                                 |
| ヨーグルト                 | -             | 1992年             | -          | 全国発売終了後に、北海道限定で復活。但し、完全に製造終了している。                               |
| ライチ                     | -             | 2005年03月         | -          | -                                                                                                |
| ライム                     | -             | 2005年08月         | -          | -                                                                                                |
| レモン                     | ○             | 2004年03月         | -          | 期間限定品であったが、好評のため2006年05月より定番となった。                                     |
| レモンVitC                 | -             | 1999年             | -          |                                                                                                  |
| レモンライム               | -             | 1992年             | -          |                                                                                                  |

#### 地域限定
- 現在販売中（2013年3月）の表は○は現在販売している。×は現在は販売していないことを表す。

| 味                 | 現在販売中の味（2013年3月） | 初登場     | 最終発売 | 備考                                                                                              |
| ------------------ | --------------------------- | ---------- | -------- | ------------------------------------------------------------------------------------------------- |
| 夕張メロン         | ○                           | 2004年     | -        | 北海道限定。                                                                                      |
| ハスカップ         | ○                           | 2004年07月 | -        | 北海道限定。                                                                                      |
| ヨーグルト         | ×                           | -          | -        | 北海道限定で再登場。但し、完全に製造終了している。                                                |
| レモンチーズケーキ | ×                           | -          | -        | 北海道限定。現在は販売していない。                                                                |
| ラ・フランス       | ×                           | -          | -        | 東北限定。                                                                                        |
| ピーチ             | ×                           | -          | -        | 東北限定。東北産ピーチ果汁使用。(東北楽天ゴールデンイーグルスバージョン)                          |
| さくらんぼ         | ○                           | -          | -        | 東北限定。山形さくらんぼを使用。                                                                  |
| 東北りんご         | ○                           | -          | -        | 東北限定。東北産りんご果汁使用。                                                                  |
| 信州あんず         | ×                           | -          | -        | 信州限定。                                                                                        |
| 信州りんご         | ○                           | -          | -        | 信州限定。                                                                                        |
| 巨峰               | ○                           | -          | -        | 信州限定。                                                                                        |
| 生八橋             | ×                           | -          | -        | 関西限定。                                                                                        |
| あまおう           | ○                           | -          | -        | 九州限定。                                                                                        |
| 苺ヨーグルト       | ×                           | -          | -        | 九州限定。とよのか苺を使用。                                                                      |
| デコポン           | ○                           | -          | -        | 九州限定で再登場。                                                                                |
| シークヮーサー     | ×                           | -          | -        | 沖縄限定。現在は販売していない。                                                                  |
| パイナップル       | ○                           | -          | -        | 沖縄限定。                                                                                        |
| 沖縄タンカン       | ×                           | -          | -        | 沖縄限定。                                                                                        |
| マンゴー           | ○                           | 2012年2月  | -        | 沖縄限定。2012年2月沖縄限定で初登場。                                                             |
| 木苺               | ×                           | 2006年03月 | -        | 東海限定(愛知・三重・岐阜・静岡)味は木苺と一般の苺を混ぜ合わせた味。 売れれば全国発売になる予定。 |

#### プレミアム
| 味           | 現在 （2023年） | 初登場    | 最終発売 | 備考           |
| ------------ | --------------- | --------- | -------- | -------------- |
| 北海道メロン | ○               | 2023年2月 |          | 期間限定で販売 |

### ミニサイズ（ハイチュウキッズ）
| 味                       | 現在 (2022年) | 初登場     | 最終発売   | 備考                                                              |
| ------------------------ | ------------- | ---------- | ---------- | ----------------------------------------------------------------- |
| アプリコット&ピーチ      | -             | 2005年10月 | 2006年01月 | -                                                                 |
| 変わる？味               | -             | 2004年09月 | -          | パインからピーチに味が変わる。 2022年にハイチュウ（標準）で再販。 |
| わたがし                 | -             | 2009年07月 | 2010年07月 | -                                                                 |
| オレンジ                 | -             | 2011年     | -          | ハイチュウ×ファンタ。2012年ひえひえハイチュウ×ファンタ。          |
| オレンジソーダ           | -             | 2002年     | -          | -                                                                 |
| クリームソーダ           | -             | 1999年     | -          | -                                                                 |
| グレープ                 | -             | 2011年     | -          | ハイチュウ×ファンタ。2012年ひえひえハイチュウ×ファンタ。          |
| コーラ                   | ○             | 1998年     | -          | 2013年つぶつぶハイチュウ。2021年しゅわうまイチュウ。              |
| コーラレモン             | -             | 2003年02月 | -          | -                                                                 |
| シュワシュワソーダ       | -             | 2006年7月~ | -          | 他社のシュワシュワガムとかなり類似している。                      |
| スーパードリンク         | -             | 2006年02月 | -          | -                                                                 |
| ソーダ                   | ○             | 2013年     | -          | つぶつぶハイチュウ。2021年しゅわうまイチュウ。                    |
| ソーダコーラ             | -             | 2008年     | -          | プチッとハイチュウ。                                              |
| チョコバナナパフェ       | -             | 2007年     | -          | つぶつぶハイチュウ。                                              |
| トロピカルジュース       | -             | 2003年07月 | -          | -                                                                 |
| パインの缶詰             | -             | 2010年     | -          | ハイチュウJr.。                                                   |
| バナナ                   | -             | 2003年02月 | -          | -                                                                 |
| バナナいちご             | -             | 2008年     | -          | プチッとハイチュウ。                                              |
| バナナシェイク           | -             | 2000年06月 | -          | -                                                                 |
| バニラチョコ             | -             | 2008年     | -          | プチッとハイチュウ。                                              |
| ハニーレモン             | -             | 2011年     | -          | ハイチュウ×ファンタ。                                             |
| ひみつの味               | -             | 2003年     | -          | 3種類の味があり、次回購入時は別の味の場合もある。                 |
| 冷やしパイン             | -             | 2013年     | -          | 祭りハイチュウ。                                                  |
| フルーツパフェ           | -             | 2007年     | -          | つぶつぶハイチュウ。                                              |
| ブルーハワイ             | -             | 2002年07月 | -          | 2010年ハイチュウJr.。                                             |
| プリン                   | -             | 2009年     | -          | プチッとハイチュウ。                                              |
| ホワイトグレープフルーツ | -             | 2011年     | -          | -                                                                 |
| ホワイトソーダ           | -             | 2004年02月 | -          | -                                                                 |
| メロンソーダ             | -             | 2002年     | -          | 2007年4月つぶつぶハイチュウ。                                     |
| ももの缶詰               | -             | 2010年     | -          | ハイチュウJr.。                                                   |
| ラムネ                   | -             | 2001年02月 | -          | 2007年4月つぶつぶハイチュウ。                                     |
| りんご飴                 | -             | 2009年     | -          | 祭りのハイチュウ。                                                |
| レモンスカッシュ         | -             | 2001年08月 | -          | -                                                                 |
| わたがし                 | -             | 2009年     | -          | 祭りのハイチュウ。2010年ハイチュウJr.。                           |

### アイス
| 味               | 現在 | 初登場     | 最終発売 | 備考 |
| ---------------- | ---- | ---------- | -------- | ---- |
| グレープ         | ○    | 2005年03月 | -        | -    |
| グリーンアップル | ○    | 2006年03月 | -        | -    |

## ラインナップ
ハイチュウ
基本サイズ。12個入り。
ハイチュウキッズ
ミニサイズ。7個入り。後には「つぶつぶハイチュウ」「プチッとハイチュウ」「祭りのハイチュウ」「ハイチュウJr.」「ハイチュウ×ファンタ」「しゅわうまイチュウ」などの企画銘柄で発売した。一部の100円ショップなどで発売中。
ハイチュウアソート／ハイチュウキッズアソート
複数の味のハイチュウが個別包装で一袋に入っている。
ハイチュウプラス
栄養機能食品。Fe、ファイバー、コラーゲンの3種が発売された。
ハイチュウアイス
通常のハイチュウとは感触が異なる、2005年に一部地方を除き新発売された冷凍商品。2006年3月には、グレープ味に加え、グリーンアップル味が発売された。
ハイチュウドリンク
ハイチュウを再現した乳酸菌飲料が森永乳業より期間限定で発売される。2014年年末にみかん味が、2015年冬にグリーンアップル味が発売されている。
プロフハイチュウ
ハイチュウの天面に好きな写真、画像などを印刷できるサービス。12個入りを1ダース単位。
一本ハーイチュウ
手に持ちながら食べることのできる長さ15cmの棒状の長いハイチュウ。2009年1月20日から関西エリア先行でソーダ味とミカン味が発売された。
ハイチュウミニ
通常のハイチュウの3分の1のサイズで、国産のものでは最小。外側はコーティングされており、ぶどう味・青りんご味・いちご味・レモン味・キウイ味の5種が入っている。

## 地域限定品・事業者特注品
横浜市にある、森永製菓鶴見工場内のエンゼルショップでは全国発売されている商品の他に、地域限定味のハイチュウなどの商品も購入することができる。これは地域限定品の商品も、一旦鶴見工場で製造された後に各地域に配送され発売しているためである。エンゼルショップへ入館するには、事前にキョロちゃん公式ホームページキョロちゃんファンクラブで入会し、エンゼルショップ通行手形を入手する必要がある（入会費無料）。
また、2012年4月に開店した東京駅一番街に存在する森永のおかしなおかし屋さんでも全国販売や地域限定ハイチュウが販売されている。
兵庫県尼崎市にあった塚口工場でも製造されていた。
2010年8月12日から4日間のみ、ラフォーレ原宿内のラフォーレミュージアムに設営されたハイチュウホラーハウスにて限定商品「完熟ハイチュウ」が販売された。
2016年には近畿日本鉄道が森永製菓のサービスであるおかしプリントのサービスを利用して、近鉄特注のハイチュウ「きんてチュウ」（グレープ味）を販売箇所と個数を限定して発売したこともあった。

## CM
遊び心満載であり、内容は商品紹介よりも出演者が普段とは違うギャップを見せたり、チープな内容にするなどインパクトの残るものが多い。キャッチコピーを歌ったり、話したりするCMもあった。
また出演者によりキャッチコピーは異なる。関西出身者の場合、関西弁で話すこともある。
特定のCMソングは存在せず、流れる曲はオリジナルであったり、アレンジされた童謡だったりする。CGをふんだんに使うものも多い。キャンペーン時にプレゼント紹介のCMが制作されるが、ほとんど速くてわからないため、HPや店頭で確認する必要がある。
2005年8月よりKinKi Kidsの堂本剛が「くっちゃらジューシー」を謳い文句に2008年春頃まで出演していた。2011年2月15日からは、関ジャニ∞が、2020年春頃からは、なにわ男子が出演中。
過去のCMにはとんねるずや浜崎あゆみらが採用され、とんねるずの木梨憲武に至っては未だにハイチュウグレープ味が大のお気に入りとしてよく知られている。
他には、坂井真紀、カヒミ・カリィ、鈴木蘭々、相川七瀬、矢田亜希子、ウーピー・ゴールドバーグらが歴代のCMに出ていた。

## 世界各国での販売

### 米国
アメリカ合衆国でも米国森永から「HI-CHEW」として販売されている。2013年9月には現地生産を目指し、ノースカロライナ州に生産会社「モリナガアメリカフーズ」を設立、工場用地購入などの手続きを進め2015年中の稼動を予定している。
また米メジャーリーグのボストン・レッドソックスでは、日本人選手である田澤純一がチーム内にハイチュウを持ち込んだところメンバーやスタッフ内で大流行し、その後レッドソックスと森永は正式なパートナーシップを締結(2019年まで)。スポンサー企業を紹介するスタッフミーティングの際には、「ハイチュウ」と読み上げられた途端に拍手が沸き起こったという。その後2021年に澤村拓一がレッドソックスに入団後も、澤村がチームメイトとのコミュニケーションでハイチュウを介していることから、「ハイチュウをレッドソックスに呼び戻した」ともいわれる。
因みに2024年2月17日放送の「ジョブチューン」でのインタビューで「森永製菓さんから何かあったか？」と聞かれて「何もない」と森永製菓らからお礼がない事を語った。

### 台湾
台湾では台湾森永製菓が「HI-CHEW」および「嗨啾（ハイチオウ、Hǎiqiū）」の商品名で製造販売している。同じ名前のフレーバーでも日本のものと風味が異なるものもある。また、5本を袋にパックにした商品もある。現在のフレーバーのバリエーションは：
- ヨーグルトシリーズ（製造終了）：水蜜桃優格（桃ヨーグルト）、藍莓優格（ブルーベリーヨーグルト）、藍莓果粒優格（ブルーベリーつぶつぶヨーグルト）
- 炭酸飲料シリーズ：グレープソーダ、オレンジソーダ
- 祭シリーズ：糖葫蘆、苺糖葫蘆

### 中国
中華人民共和国では、上海森永食品有限公司が「HI-CHEW」および「嗨啾（ハイチオウ、Hǎiqiū）」の商品名で製造販売している。最初は、浙江省の寧波市で試験販売が行われたが、現在は上海周辺で広く販売されている。

### 韓国
大韓民国では、一般にコンビニで「HI-CHEW」（하이츄）の名前で発売されているが、韓国にはマイチュウ（마이쮸）というコピー商品が横行している。森永製菓は商標権の侵害であるとして発売元のクラウン製菓に対する訴えを起こしたが、ソウル地裁はこれを棄却した。

### ニュージーランド
2015年よりニュージーランドのサッカークラブ、オークランド・シティFCとスポンサー契約を締結。ユニフォームに「HI-CHEW」のロゴが掲示されている。

## その他
- 粘着度が高いため、歯の詰め物が取れることもある[11][12]。
- 歯に挟まることもある